# Vovcsa (Szamara)
A Vovcsa (ukránul: Вовча) folyó Ukrajnában, mely 323 kilométer hosszú, vízgyűjtő területe 13 300 km² és a Szamara folyóba torkollik, annak bal oldali mellékága.